# Oxford (Nebraska)
Oxford è un comune degli Stati Uniti d'America, situato nello Stato del Nebraska, diviso tra la contea di Furnas e la contea di Harlan.